# Cayo Julio Víndex
Cayo Julio Vindex (en latín Gaius Iulius Vindex) fue un militar romano del siglo I.

## Biografía
Era oriundo de una estirpe noble de la Aquitania gala que alcanzó el rango senatorial merced al emperador Claudio. Vindex administró la provincia de Gallia Lugdunensis durante el reinado de Nerón, rebelándose contra la política económica de este (67-68). Dión Casio escribe de él que «era poderoso físicamente y estaba dotado de una notable inteligencia; era experto en materia bélica y lo suficientemente osado como para acometer cualquier empresa; además amaba la libertad y tenía una enorme ambición».
Con el objetivo de ganar apoyos, Vindex declaró su lealtad al gobernador de la provincia de Hispania Tarraconense, Servio Sulpicio Galba en su carrera hacia el trono. Vindex fue derrotado y muerto por el ejército del comandante de Germania Superior, Lucio Verginio Rufo, en una batalla cerca de Vesontio (la moderna Besançon).
En junio de 68, tras el suicidio de Nerón y el ascenso al trono de Galba, este emitió una serie de monedas en las que elogiaba la memoria de Vindex.